# سن‌موریس

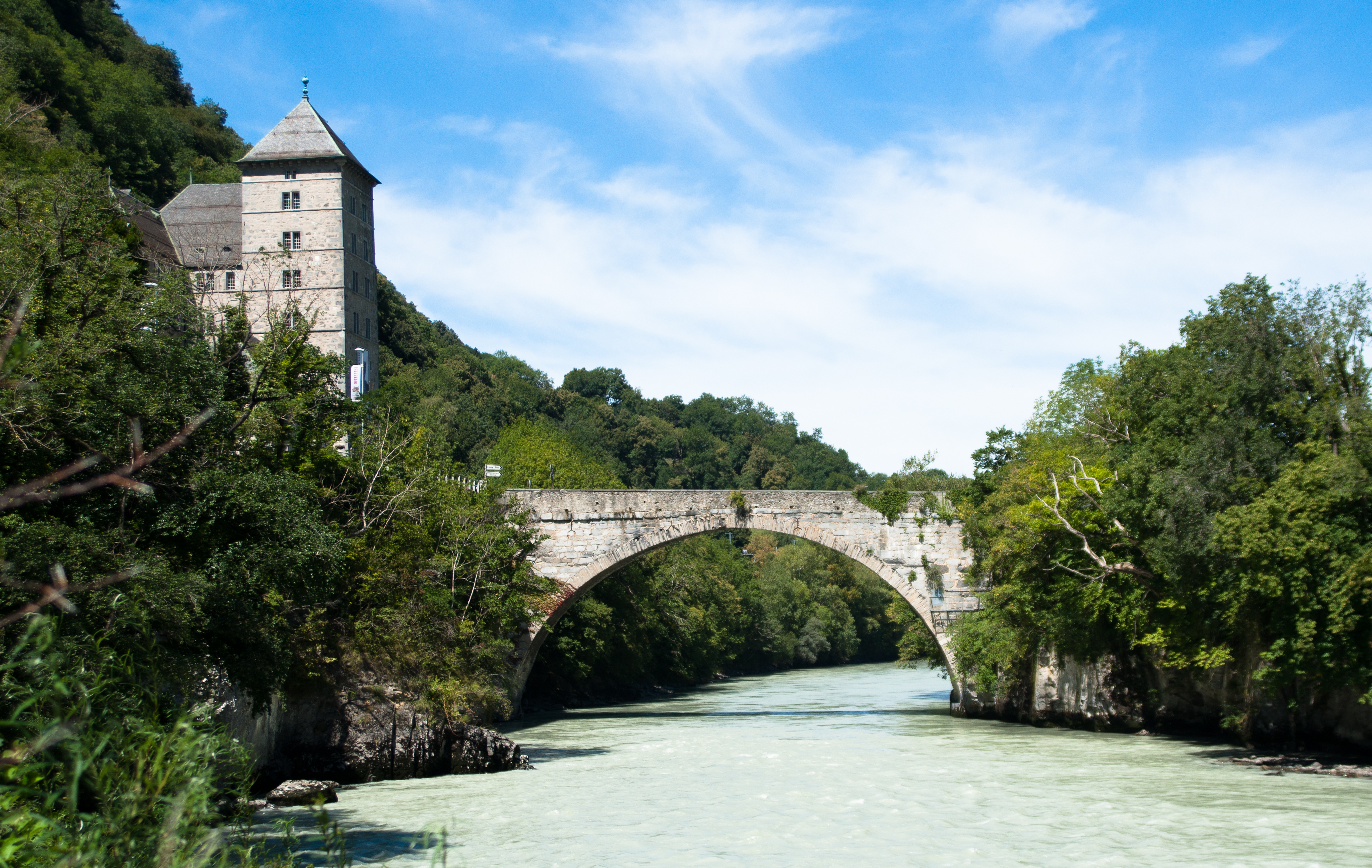
سن‌موریس

سَن‌موریس در بخش سن‌موریس در ایالت وله در کشور سوئیس واقع شده‌است که ۳٬۶۰۰ نفر جمعیت دارد.

## نگارخانه

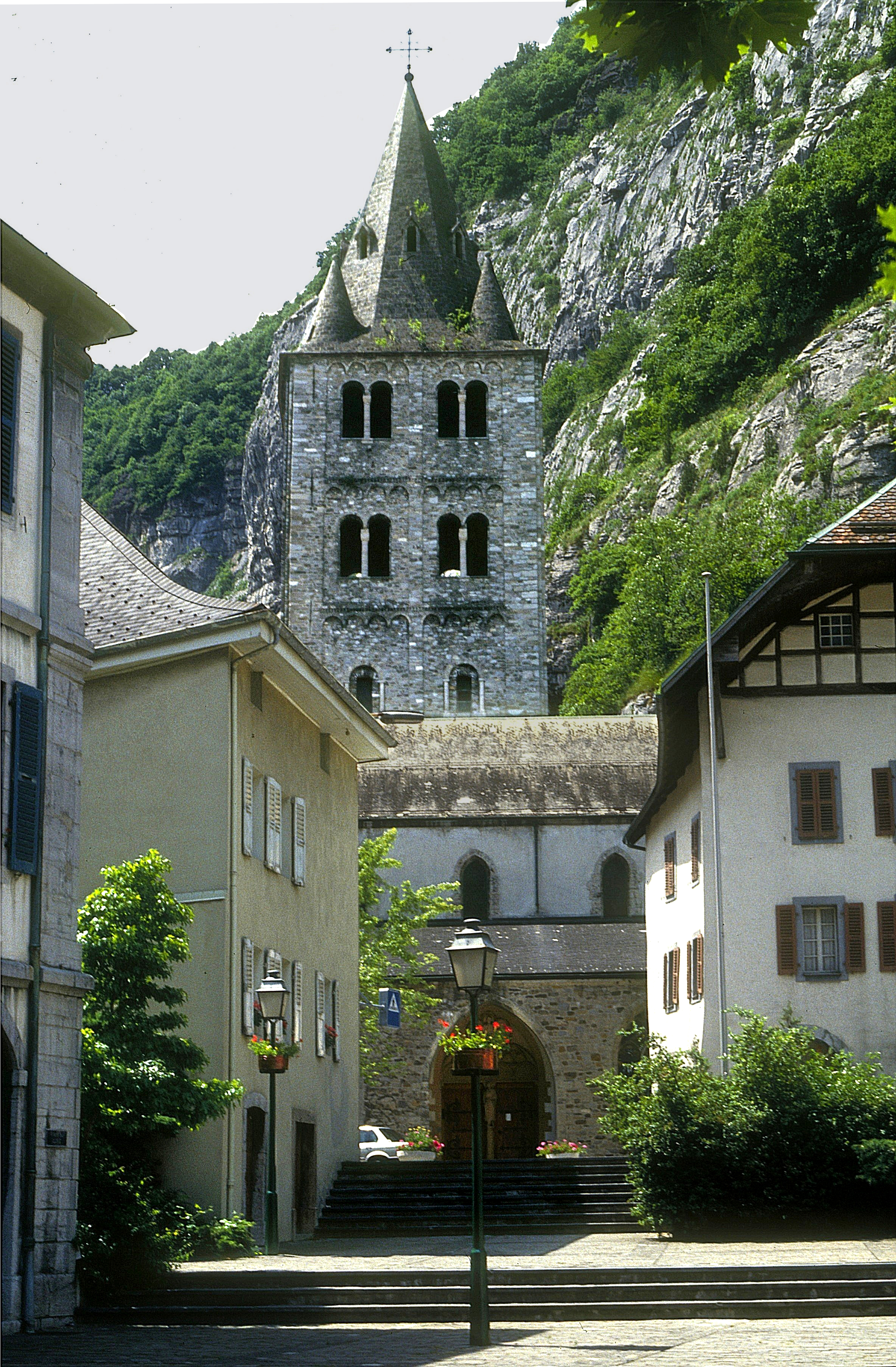
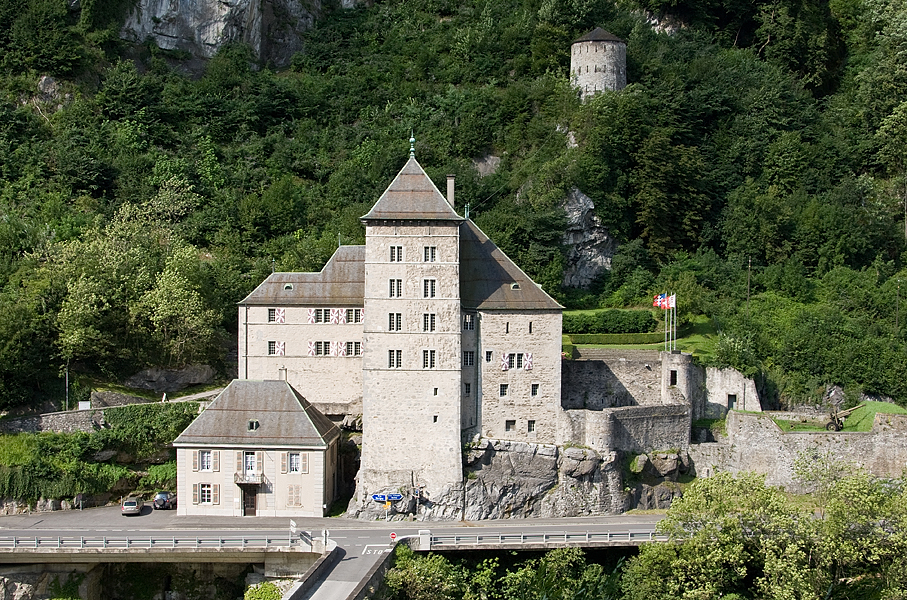
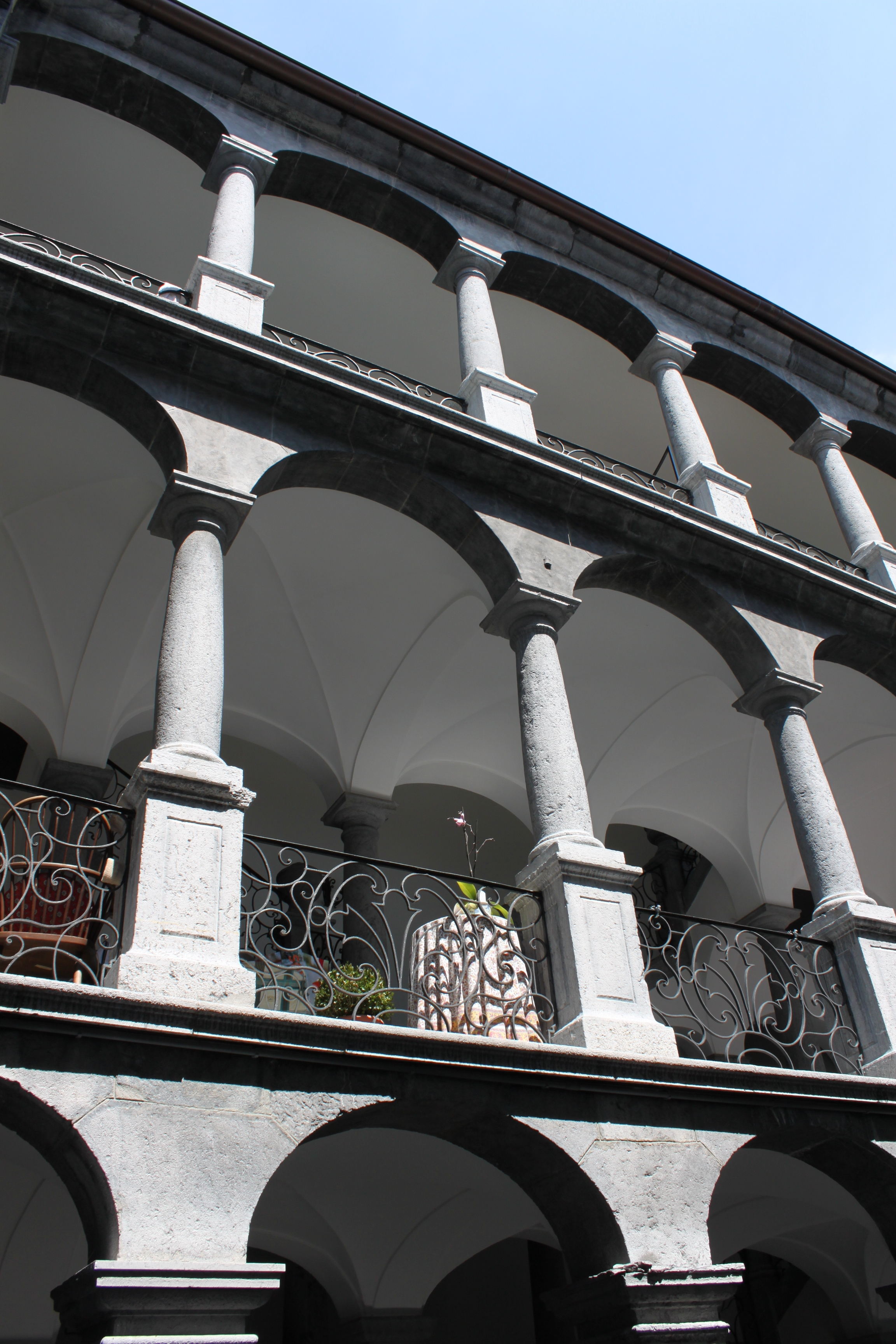
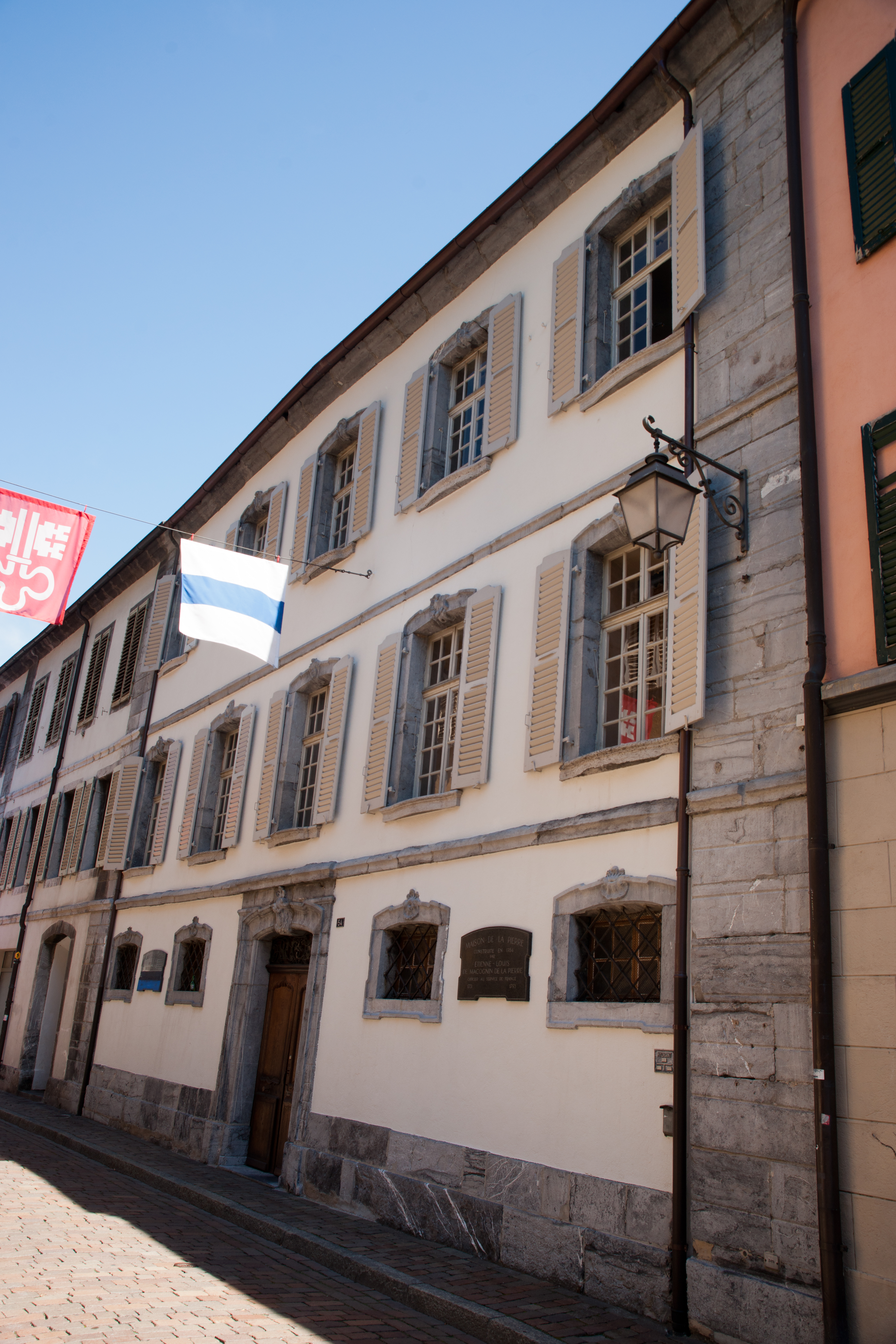
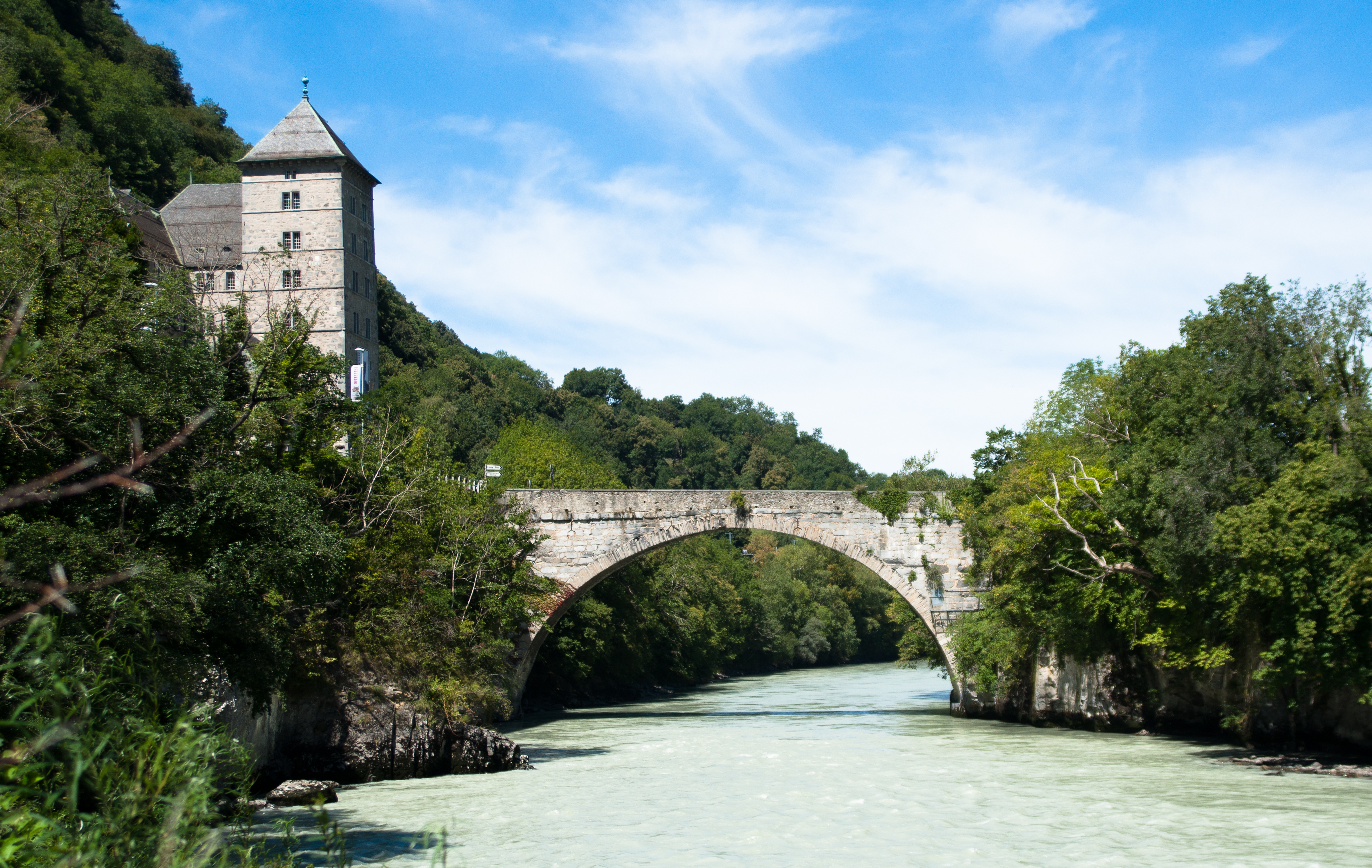